# Молочай алтайский
Молоча́й алта́йский (лат. Euphórbia altáica) — многолетнее травянистое растение; вид рода Молочай (Euphorbia) семейства Молочайные (Euphorbiaceae).

## Ботаническое описание
Растение 12—40 см высотой, голое.
Корневище горизонтально-ползучее, узловато-шнуровидное, тёмное, ветвистое, многоглавое.
Стебли цветущие и нецветущие, простые (лишь крайне редко с одним боковым цветоносом), с междоузлиями 1—3 см, верхние до 11,2 см длиной, иногда наверху с мутовкообразно сближенными листьями.
Низовые листья чешуевидные, красноватые; стеблевые в небольшом числе (5—11), сидячие, из клиновидного или почти закругленного основания узко-обратнояйцевидные или эллиптические, наверху закругленные, плёнчатые, мелкопильчатые, нижние эллиптические, при основании мало суженные, верхние постепенно более крупные, обратнояйцевидные, 1,5-4,5 см длиной, 15-18 мм шириной, на нецветущих побегах узко-обратно-ланцетовидные, 3—3,5 см длиной, 7—9 мм шириной.
Верхушечные цветоносы в числе (4)5, 1—3,5 см длиной, почти все простые, редко на конце двураздельные; листочки обёртки из мало-суженного основания яйцевидно-ромбические, 1,5—3,8 см длиной, 1—2 см шириной, закруглённые, желтоватые; листочки обёрточек по два, яйцевидно-треугольные, 8—15 мм длиной, 5—14 мм шириной, в длину равные ширине или немного больше, коротко-остроконечные, желтоватые; бокальчик кубарчато-полушаровидный, 2-2,5 мм длиной, 4—5 мм шириной, совершенно голый, с округлыми (до 1 мм шириной), зубчатыми, голыми лопастями. Нектарники в числе 4, поперечно-эллиптические, голые. Столбики около 1 мм длиной, почти свободные, наверху на 1/6 длины двунадрезанные. Рыльца верхушечно-боковые, мелкие, конические, тёмные. Цветёт в мае— начале июня.
Трёхорешник приплюснуто-шаровидный, 3-4 мм длиной, 4,5 мм шириной, глубоко трёхбороздчатый, с вдавленной верхушкой, по округлённым спинкам мерикарпиев усажен коротко-коническими или гребневидными уплощёнными бородавками около 0,5 мм длиной, голый. Семена округло-эллиптические, бурые, гладкие, блестящие, около 2,5 мм длиной, с немного выпуклым дисковидным восковым придатком на короткой ножке.

## Распространение
Эндемик Сибири: Кемеровская область, Алтай.
Растёт по субальпийским лугам и ниже в горах по лесистым, а иногда открытым склонам.
На Алтае встречается в долинах рек Чарыша у Тюрдалы, Ануя, Сибирячихи, Чёрного Ануя, в окрестностях сёл Алтайское, Майма, Александровка, Чемал, Анос, Катанда.

## Использование человеком
Используется в декоративном садоводстве.

## Таксономия
|  |                                      |  |                                                             |                                                             |                      |  | ещё 36 семейств (согласно Системе APG II), в том числе Маковые | ещё 36 семейств (согласно Системе APG II), в том числе Маковые |                         |  |  |  | ещё ≈2000 видов |
|  |                                      |  |                                                             |                                                             |                      |  | ещё 36 семейств (согласно Системе APG II), в том числе Маковые | ещё 36 семейств (согласно Системе APG II), в том числе Маковые |                         |  |  |  | ещё ≈2000 видов |
|  |                                      |  |                                                             | порядок Мальпигиецветные                                    |                      |  |                                                                |                                                                | род Молочай (Euphorbia) |  |  |  |                 |
|  |                                      |  |                                                             | порядок Мальпигиецветные                                    |                      |  |                                                                |                                                                | род Молочай (Euphorbia) |  |  |  |                 |
|  | отдел Цветковые, или Покрытосеменные |  |                                                             |                                                             | семейство Молочайные |  |                                                                |                                                                | вид Молочай алтайский   |  |  |  |                 |
|  | отдел Цветковые, или Покрытосеменные |  |                                                             |                                                             | семейство Молочайные |  |                                                                |                                                                |                         |  |  |  |                 |
|  |                                      |  | ещё 44 порядка цветковых растений (согласно Системе APG II) | ещё 44 порядка цветковых растений (согласно Системе APG II) |                      |  |                                                                | ещё >300 родов                                                 | ещё >300 родов          |  |  |  |                 |
|  |                                      |  |                                                             | ещё 44 порядка цветковых растений (согласно Системе APG II) |                      |  |                                                                |                                                                | ещё >300 родов          |  |  |  |                 |